# Schule Oberneuland
Die Schule Oberneuland in Bremen-Oberneuland, Oberneulander Landstraße 36, stammt von 1877 und das Schulvorsteherhaus, Rockwinkeler Heerstraße 4, von 1915.
Das Gebäude steht seit 2021 unter Bremer Denkmalschutz.

## Geschichte
In der Freien Hansestadt Bremen gab es in den Landgemeinden in der ersten Hälfte des 19. Jahrhunderts meist Kirchspielschulen, die der pfarramtlichen Ortsschulinspektion und der Oberinspektion der Kirchen und Schulen in Bremen unterstanden. Sie waren zumeist ein-, manchmal mehrklassig.
1848 hatte die dreiklassige Oberneulander Schule 346 Schüler. Sie gehörte zu den großen Dorfschulen im Landgebiet. 1858 erfolgte eine Reform des bremischen Landschulwesens.
1877 musste deshalb in Oberneuland eine zweite Schule gebaut werden. Das zweigeschossige historisierende verklinkerte repräsentative Gebäude nach Plänen von Hinrich Schumacher nahm bis 1884 rasch 493 Schüler auf. Oberneuland hatte zu dieser Zeit etwa 800 bis 900 Einwohner.
Mit dem Landschulgesetz vom 2. März 1889 wurde die Behörde für das Landschulwesen eingerichtet. (Siehe auch Bremer Schulwesen, Reformen)
1962/64 entstanden die nicht erhaltenen Grundschulgebäude in Oberneuland und der zweiklassige, ältere Schulbau, die alte Mittelschule, wurde deshalb 1960 abgebrochen.
Die Schule Oberneuland ist heute (2021) eine dreizügige Grundschule mit rund 280 Schülern und um 20 Mitarbeitern. Bis zu 13 Arbeitsgemeinschaften wurden eingerichtet. Sie besteht aus den o. a. beiden Gebäuden und einem zweigeschossigen Neubau sowie dem Schulhof und dem Sportplatz. Ein Förderverein unterstützt die Schule.